# Diff
Diff is een bestandvergelijkingsprogramma, dat kijkt naar de verschillen tussen twee computerbestanden. Het wordt vaak gebruikt om documenten te controleren op nieuwe versies en om patchfiles te maken. Diff laat de veranderingen van de documenten per regel zien. Diff is standaard aanwezig in de meeste op Unix gebaseerde besturingssystemen, maar er zijn ook versies voor DOS en Windows.
GNU diff is een veelgebruikte implementatie op Linux-systemen.